# سيرجيو رادو
سيرجيو رادو (بالرومانية: Sergiu Radu)‏ (10 أغسطس 1977 برمينكو فيلتشا في رومانيا - ) هو لاعب كرة قدم روماني في مركز الهجوم. شارك مع منتخب رومانيا لكرة القدم. أما مع النوادي، فقد لعب مع ألمانيا آخن وإنيرجي كوتبوس ورابيد بوخارست ونادي شتوتغارت ونادي فولفسبورغ ونادي كولن ونادي لومان وFC Progresul București ‏ ونادي يول بيتروشاني ‏ ونادي أولمبيا ساتو ماري ‏.

## مسيرته الكروية
لعب سيرجيو رادو خلال مسيرته الاحترافية مع 9 أندية في تسعة عشر موسمًا وسجل خلالها 83 هدفًا ضمن 339 مباراة. ولم يفز بأي موسم بالكأس وفاز في موسم واحد بالدوري.
خاض سيرجيو رادو مسيرته مع نادي يول بيتروشاني ‏ في موسم 1996–97 ولمدة موسمين، مشاركًا في 14 مباراة ولم يسجل أي هدف. ثم انتقل إلى نادي رابيد بوخارست في موسم 1998–99 واستمر معه طيلة ثلاثة مواسم، حيث شارك في 54 مباراة سجل خلالها 14 هدفًا. لينتقل بعدها إلى FC Progresul București ‏ في موسم 2000–01 في المرة الأولى واستمر معه طيلة ثلاثة مواسم ثم في موسم 2004–05 لمدة موسم واحد، مشاركًا طوالها في 84 مباراة سجل خلالها 31 هدفًا. ثم انتقل إلى نادي لومان في موسم 2003–04 لمدة موسم واحد، مشاركًا في 14 مباراة ولم يسجل أي هدف. هذا وانتقل لاحقًا إلى نادي إنيرجي كوتبوس في موسم 2005–06 في المرة الأولى ولمدة موسمين ثم في موسم 2009–10 ولمدة موسمين، مشاركًا طوالها في 97 مباراة سجل خلالها 29 هدفًا. ثم انتقل بعدها إلى نادي شتوتغارت في موسم 2007–08 لمدة موسم واحد، مشاركًا في مباراتين ولم يسجل أي هدف. ليعود وينتقل من جديد، لكن هذه المرة إلى نادي كولن في موسم 2008–09 لمدة موسم واحد، مشاركًا في 22 مباراة سجل خلالها هدفين. لينتقل بعدها إلى نادي ألمانيا آخن في موسم 2010–11 ولمدة موسمين، مشاركًا في 41 مباراة سجل خلالها 5 أهداف.

## وصلات خارجية
- سيرجيو رادو على موقع قاعدة بيانات كرة القدم.إي يو (الإنجليزية)
- سيرجيو رادو على موقع بيانات كرة القدم. دي إي (الألمانية)
- سيرجيو رادو على موقع ليكيب (الفرنسية)
- سيرجيو رادو على موقع ناشيونال فوتبول تيمز (الإنجليزية)
- سيرجيو رادو على موقع Soccerway.com (الإنجليزية)
- سيرجيو رادو على موقع عالم كرة القدم.نت (الإنجليزية)